# Cotonouavtalet
Cotonouavtalet, formellt partnerskapsavtal mellan medlemmarna i gruppen av stater i Afrika, Västindien och Stillahavsområdet, å ena sidan, och Europeiska gemenskapen och dess medlemsstater, å andra sidan, undertecknat i Cotonou den 23 juni 2000, är ett avtal mellan Europeiska unionen och AVS-staterna (utom Kuba) som reglerar förhållandet mellan EU och dessa stater, främst på tullområdet.
Avtalet är en del i Europeiska unionens handels- och biståndspolitik. Det undertecknades 2000 och ersatte då Lomékonventionerna. Avtalet har fått sitt namn efter Benins huvudstad Cotonou, där det slöts. Avtalet trädde i kraft den 1 april 2003 och ingicks för en period av tjugo år med utgångspunkt från den 1 mars 2000. Avtalet skulle därför ha upphört att gälla den 1 mars 2020, men i början av 2020 förlängdes det provisoriskt till slutet av 2020 i väntan på att ett nytt avtal sluts mellan EU och AVS-länderna. I början av december 2020 kom EU och AVS-staterna överens om ett nytt partnerskapsavtal, men samtidigt förlängdes Cotonouavtalet till den 30 november 2021 i väntan på att det nya avtalet ska ratificeras.
Cotonouavtalet utgör en viktig del i Europeiska unionens förbindelser med internationella organisationer och tredjeländer. Det syftar till att bekämpa och på sikt utrota fattigdom i AVS-staterna samt att integrera dessa stater i världsekonomin.
Avtalet innebär såväl politiskt som ekonomiskt samarbete mellan unionen och AVS-staterna. Exempelvis inkluderar partnerskapsavtalet respekt för mänskliga rättigheter, samarbete kring demokrati och fördjupat ekonomiskt samarbete. Därmed utgör Cotonouavtalet en utvidgning av det samarbete som etablerades genom Lomékonventionerna. Cotonouavtalet utgör stommen i unionens samarbete med AVS-staterna.

## Historia

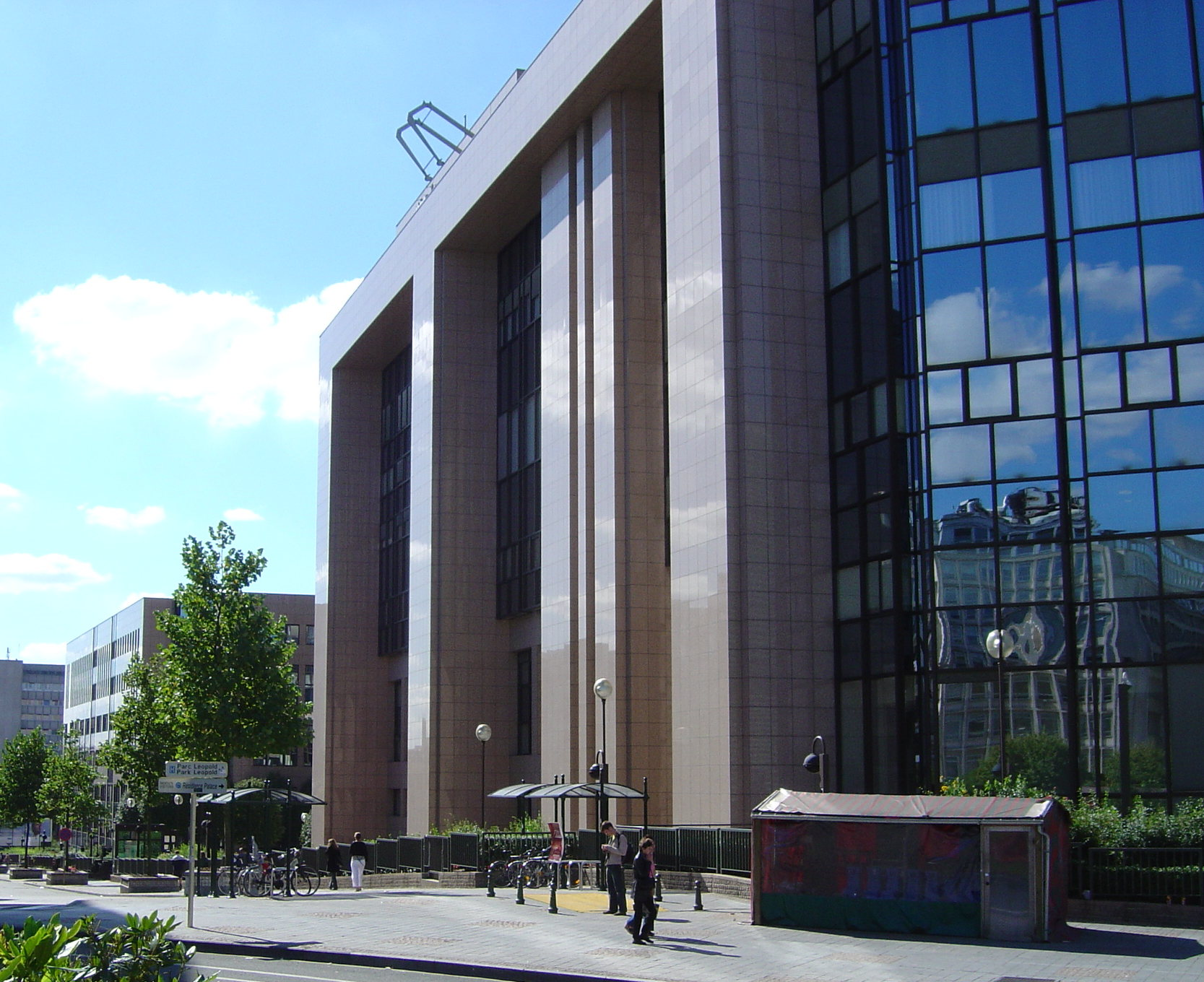
Det är Europeiska unionens råd som har ingått avtalet för EU:s del.

1975 undertecknades Lomékonventionen mellan Europeiska gemenskaperna och de 71 AVS-staterna. Konventionen omförhandlades och förnyades tre gånger. Den andra konventionen trädde i kraft 1981, den tredje konventionen trädde i kraft under våren 1985 och den fjärde signerades i december 1989 för en period om tio år. I samband med etablerandet av den inre marknaden under början av 1990-talet fruktade många bönder i AVS-staterna att de inte skulle klara av att konkurrera med de centralamerikanska staterna, och krävde därför att de skulle fortsätta att åtnjuta fördelaktiga avtal med EU. Den fjärde Lomékonventionen föreskrev därför att AVS-staterna skulle ha särskilt tillträde till den inre marknaden. USA ansåg dock att detta inte var förenligt med Världshandelsorganisationens regelverk och anmälde 1995 ärendet till organisationen. 1996 konstaterade WTO att avtalet bröt mot organisationens regelverk och satte därmed punkt för EU:s särskilda bistånd till AVS-staterna. USA:s regering var dock inte nöjd med det, utan krävde att alla fördelaktiga handelsavtal mellan EU och AVS-staterna skulle upphöra. Ännu en gång konstaterade WTO att avtalen mellan EU och AVS-staterna bröt mot organisationens regelverk. Därför beslutade EU att inleda förhandlingar med USA genom WTO för att nå en överenskommelse. I juni 2000 slöts så slutligen ett nytt avtal mellan EU och AVS-staterna som ersatte de tidigare fyra Lomékonventionerna.

### Nytt avtal
Den 3 december 2020 kom Europeiska unionen och Organisationen för stater i Afrika, Västindien och Stillahavsområdet överens om ett nytt partnerskapsavtal, som kommer att ersätta Cotonouavtalet. Samtidigt kom parterna överens om att förlänga Cotonouavtalet till den 30 november 2021 i väntan på att det nya partnerskapsavtalet ska ratificeras av medlemsstaterna. I mars 2023 hade det nya avtalet fortfarande inte trätt i kraft då Ungern vägrade att ratificera det. Det gamla avtalet hade då provisoriskt förlängts till juni 2023. I juni 2023 stod det klart att även Polen avvaktade ratificering av det nya Cotonouavtalet. I juli 2023 enades dock alla EU-länder om avtalet och Europeiska unionens råd kunde således gå vidare i processen med att fatta beslut om undertecknande och tillfälligt tillämpande av avtalet på unionens vägnar.
Ett nytt partnerskapsavtal undertecknades den 15 november 2023 i Apia i Samoa. Avtalet tillämpas provisoriskt från och med den 1 januari 2024.

## Syfte och innehåll
Syftet med Cotonouavtalet är att fördjupa samarbetet mellan EU och AVS-staterna och att på sikt bekämpa fattigdomen i den sistnämnda gruppen av stater. Cotonouavtalet har ett betydligt bredare innehåll än Lomékonventionerna. Samarbetet bygger på fem pelare. Den första pelaren utgör den politiska dimensionen. Den inkluderar exempelvis respekt för mänskliga rättigheter och demokratiska reformer. Den andra pelaren består av främjandet av tillvägagångssätt som bygger på aktivt deltagande. Syftet är att icke-statliga organisationer och lokala myndigheter ska kunna ta på sig större åtaganden. Den tredje pelaren inkluderar utvecklingsstrategier och ökad inriktning på fattigdomsbekämpning, medan de fjärde och femte pelarna berör ekonomiskt samarbete och handelssamarbete respektive reformering av det ekonomiska samarbetet.

## Ratificering

AVS-staterna

Enligt Cotonouavtalet ska det ratificeras av alla signatärstater i enlighet med deras egna konstitutionella bestämmelser för att kunna träda i kraft. AVS-staternas ratifikationsinstrument deponerades hos Europeiska unionens råds generalsekretariat, medan ratifikationsinstrumenten från EU:s medlemsstater deponerades hos AVS-staternas generalsekretariat. Avtalet trädde i kraft den första dagen i den andra månaden efter att alla EU:s medlemsstater samt åtminstone två tredjedelar av AVS-staterna hade ratificerat avtalet.
Cotonouavtalet ingicks för en period av 20 år och skulle därför ursprungligen ha upphört att gälla den 1 mars 2020. Det förlängdes dock i början av 2020 till slutet av 2020.